# Новочеркасское высшее военное командное училище связи
Новочеркасское высшее военное командное училище связи — государственное военное образовательное учреждение, располагавшееся в Новочеркасске (Ростовская область) в 1964—2011 годах. Основано в качестве курсов усовершенствования в Муроме в 1937 году; с 1973 года — высшее учебное заведение. С 1968 года носило имя маршала СССР В. Д. Соколовского. Прежние названия: Новочеркасский военный институт связи, Новочеркасское военное училище связи.

## История
7 декабря 1937 года базе 41-го территориального запасного полка связи директивой ГШ РККА в Муроме (Владимирская область) были созданы курсы усовершенствования командного состава войск связи (КУКСВС).
30 июня 1941 года директивой ГШ № орг.Л/524375 курсы усовершенствования командного состава войск связи были преобразованы в Муромское военное училище связи.
В январе 1964 года, согласно директиве ГШ №60442, Муромское военное училище связи передислоцируется в город Новочеркасск на базу бывшего суворовского училища и переименовывается в Новочеркасское военное училище связи.
22 февраля 1968 года в связи с 50-летием Советской армии и военно-морского флота училище награждено орденом Красного Знамени и стало именоваться Новочеркасским военным краснознамённым училищем связи.
3 августа 1968 года постановлением Совета министров СССР училищу присвоено имя маршала Советского Союза Василия Даниловича Соколовского.
В июне 1973 года состоялся последний выпуск училища по программе среднего образования. 26 июня 1974 года состоялся первый выпуск курсантов Новочеркасского высшего военного командного Краснознамённого училища связи имени Маршала Советского Союза В. Д. Соколовского.
В 1995 году училище объявлено государственным учреждением высшего профессионального образования с 5-летним сроком обучения. С 1996 года училище производило набор девушек-курсантов, в среднем по 25 человек в год.
В ходе военной реформы 1 ноября 1998 года училище преобразовано в Новочеркасский военный институт связи (НВИС).
В 2004 году НВИС переименован в Новочеркасское высшее военное командное училище связи (военный институт).
В НВВКУС обучались и девушки, начиная с 2001 года. Летом 2010 года состоялся 10-й выпуск девушек-лейтенантов: всего за эти годы выпускницами училища стали 226 девушек, из них 31 — с золотой медалью, 79 — с красным дипломом. Среди выпускниц было ещё четыре кандидата наук, а пятеро золотых медалисток готовились к защите диссертации. По словам начальника училища генерал-майора Е. Н. Лихошерстова, в прежние годы на курс набиралось в среднем 25 девушек, но в связи с расформированием училищ связи в Рязани, Кемерово, Ставрополе и Санкт-Петербурге в 2009/2010 учебном году число первокурсниц выросло.

### Расформирование и возрождение
19 августа 2011 года Новочеркасское высшее военное командное училище связи простилось с боевым знаменем.
1 октября 2011 года училище прекратило своё существование.
В июне 2017 года в честь училища связи в Новочеркасске был открыт памятник.
28 августа 2024 года было подписано Распоряжение Правительства Российской Федерации о восстановлении Новочеркасского высшего военного командного училища связи, первый набор курсантов запланирован на 2026 год.

## Деятельность
В училище работало 6 докторов наук, 71 кандидат наук, 6 профессоров, 58 доцентов.
ВУЗ проводил программы, объём и содержание которых соответствовали государственным требованиям к минимуму содержания и уровню подготовки выпускников по специальностям:
- 201100 — радиосвязь, радиовещание и телевидение;
- 200900 — сети связи и системы коммутации;
- 201404 — многоканальные телекоммуникационные системы.

## Начальники училища
- генерал-майор Евгений Николаевич Лихошерстов[2]

## Выпускники училища
См. также: Персоналии:Новочеркасское высшее военное командное училище связи
- Аверин, Александр Владимирович — военный комиссар Республики Адыгея.
- Балабаев, Иван Иванович — депутат Законодательного собрания Краснодарского края.
- Басов, Вадим Анатольевич — первый заместитель начальника Академии ГПС МЧС России, генерал-майор внутренней службы.
- Басов, Николай Анатольевич — начальник Главного управления МЧС России по Забайкальскому краю, генерал-майор внутренней службы.
- Бесонов, Владимир Иванович — депутат Законодательного собрания Ростовской области.[6]
- Богданов Сергей Николаевич — начальник управления Национального центра управления обороной РФ, генерал-майор.
- Ведерников Василий Федорович — заместитель начальника связи ВС РФ по вооружению, генерал-лейтенант.
- Верхогляд, Вячеслав Михайлович — начальник Ульяновского высшего военного инженерного училища связи, генерал-майор.
- Гаврилецкий, Иван Фёдорович — генеральный директор ЗАО «Конверсия-Связь».[7]
- Граман, Сергей Генрихович — первый заместитель генерального директора ЗАО «Система-Галс».
- Зюбин, Олег Викторович — начальник связи, заместитель начальника штаба ЗВО, генерал-майор.
- Карпов, Евгений Акимович — начальник связи, заместитель начальника Генерального штаба ВС РФ, генерал-полковник.
- Кондратьев, Евгений Борисович — заместитель начальника Академии гражданской защиты МЧС России, генерал-майор.
- Кривоносов, Сергей Владимирович — депутат Государственной Думы Федерального Собрания Российской Федерации шестого созыва.
- Лихошерстов, Евгений Николаевич — начальник Новочеркасского высшего военного командного училища связи,[8]генерал-майор.
- Лозко, Николай Яковлевич — начальник связи, заместитель начальника штаба СКВО, генерал-майор.
- Лопаткин, Герман Анатолиевич — министр информационных технологий и связи Ростовской области[9]
- Михайлов, Игорь Александрович — начальник Главного управления МЧС России по Республике Калмыкия,[10]генерал-майор внутренней службы.
- Мустай Карим — башкирский советский поэт, писатель и драматург.
- Нудгин, Павел Викторович — директор Департамента по предупреждению и ликвидации ЧС Ростовской области.
- Окунев, Виктор Александрович — государственный советник юстиции 3-го класса.
- Омельченко, Сергей Валерьевич — генеральный директор ОАО «ВолгаТелеком» с 2005 по 2009 годы.
- Пузиков, Анатолий Михайлович — Герой Советского Союза (1944). Выпускник 1947 года[11].
- Селезнёв, Олег Викторович — начальник УФСБ России по Республике Адыгея (2009—2017), генерал-майор, выпускник 1980 года.
- Чубенко, Игорь Александрович — первый заместитель генерального директора ООО «Асгард» с 2011.
- Шамарин, Вадим Анатольевич — начальник Главного управления связи — заместитель начальника Генерального штаба ВС РФ, генерал-лейтенант.
- Шкареда, Виктор Борисович — начальник Главного управления МЧС России по Ростовской области, генерал-майор.